# Andrew Cavendish, 11. Duke of Devonshire

Andrew Cavendish, 11. Duke of Devonshire, vor Chatsworth House, Foto von Allan Warren

Andrew Robert Buxton Cavendish, 11. Duke of Devonshire KG (* 2. Januar 1920 in London, England; † 3. Mai 2004 auf Chatsworth House, Derbyshire, England), war ein britischer Politiker. Er war Minister in der Regierung seines Onkels Harold Macmillan. Von 1944 bis 1950 führte er den Höflichkeitstitel Marquess of Hartington.

## Leben
Er war der Sohn von Edward Cavendish, 10. Duke of Devonshire und dessen Frau Mary. Er wurde am Eton College und am Trinity College in Cambridge erzogen. Während des Zweiten Weltkriegs diente er als Major bei den Coldstream Guards. Ihm wurde das Military Cross verliehen, in Anerkennung seines Einsatzes am 27. Juli 1944, als seine Einheit bei schweren Gefechten in Italien für 36 Stunden abgeschnitten war.

## Familie
Im Jahr 1941 heiratete er Deborah Vivien Freeman-Mitford (1920–2014). Das Paar hatte sechs Kinder, von denen drei in der Kindheit starben.
Sein älterer Bruder William Cavendish, Marquess of Hartington, der den Herzogstitel geerbt hätte, fiel im September 1944 bei Kämpfen in Belgien. Mit Williams Tod wurde Andrew Erbe und erhielt den Höflichkeitstitel Marquess of Hartington, den er von 1944 bis 1950 führte.
Als im November 1950 sein Vater während eines Besuchs in Eastbourne an einem Herzinfarkt starb, erbte er dessen Titel. Er hielt sich zu diesem Zeitpunkt in Australien auf. Sein Vater starb, während er vom mutmaßlichen Serienmörder John Bodkin Adams besucht wurde, der damals sein Arzt war. Die Polizei unternahm damals keine nennenswerten Ermittlungen.

## Politische Karriere
Er trat erfolglos als Kandidat der National Liberal Party im Wahlkreis Chesterfield zu den Unterhauswahlen 1945 und für die Conservative Party im gleichen Wahlkreis bei den Unterhauswahlen 1950. Mit dem Herzogstitel erbte er 1950 auch den damit verbundenen Sitz im Oberhaus. Von 1952 bis 1954 war er Bürgermeister von Buxton. Er diente von 1960 bis 1962 als Parliamentary Under-Secretary for Commonwealth Relations, von 1962 bis 1963 als Minister of State im Commonwealth Relations Office und von 1963 bis 1964 für Colonial Affairs. Kurz nach ihrer Gründung im Jahr 1981 trat er in die Social Democratic Party ein. Als David Owen 1987 als Parteivorsitzender zurücktrat, trat er aus der Partei aus und saß fortan als Crossbencher im House of Lords. Mit Inkrafttreten des House of Lords Act 1999 verlor er seinen erblichen Parlamentssitz.
Im Jahr 1996 wurde er Ritter des Hosenbandordens. Seine Autobiographie Accidents of Fortune wurde kurz vor seinem Tod im Jahr 2004 veröffentlicht. Der Herzog hatte über die Jahre viele Streitigkeiten mit Wanderern, die die Wege in der Nähe seines Anwesens Chatsworth House benutzten. Schließlich aber, 1991 unterzeichnete er einen Vertrag mit dem Peak-District-Nationalpark über die Öffnung von 1300 Hektar seiner Ländereien für Wanderer. Er besaß riesige Ländereien und wurde 2004 auf Platz 73 der The-Sunday-Times-Liste der reichsten Menschen in Großbritannien genannt.
1996 wurde er zum Mitglied der American Philosophical Society gewählt.